# Jacek Wojciechowski (ur. 1962)
Jacek Wojciechowski (ur. 2 sierpnia 1962 w Kołaczycach) – polski aktor teatralny i telewizyjny.
Jest absolwentem Państwowej Wyższej Szkoły Teatralnej w Krakowie (1985). W latach 1985–1987 występował na deskach Teatru STU w Krakowie, a od 1992 roku związany jest z krakowskim Teatrem Ludowym.
W latach 1987–1990 przebywał w Chicago, gdzie założył kawiarnię Cafe Lura.

## Filmografia
- 2005 – Zakochany Anioł, jako Elvis w warszawskim szpitalu psychiatrycznym
- Pensjonat pod Różą (odc. 80, 103, 104, 108, 110), reż. Mirosław Bork
- Sława i chwała, reż. K. Kutz
- Zaginiona, reż. A. Kostenko
- Zakochany Anioł, reż. A. Baron Więcek
- 1982 – Karczma na bagnach
- 1982 – Odlot, jako Edek
- 1984 – Kwiat paproci

## Spektakle teatralne
- Terapia grupowa tylko dla panów, reż. J. Jarocki – Teatr Stary**
- Ubu król, reż. K. Jasiński – Teatr STU
- Kochankowie piekła reż. M. Fiedor – Teatr Ludowy
- Mieszczanin szlachcicem, reż. Jerzy Stuhr – Teatr Ludowy
- Nie brookliński most, [w:] Encyklopedia teatru polskiego (przedstawienia) [dostęp 2021-04-08].
- Opowieści gargantuiczne, reż. K. Deszcz – Teatr Ludowy
- Baśń o zaklętym Jaworze, reż. K. Orzechowski – Teatr Ludowy
- Czerwone nosy, reż. W. Nurkowski – Teatr Ludowy
- Balladyna, reż. R. Zioło
- Cud w Alabamie, reż. E. Karkoszka, J.Fedorowicz – Teatr Ludowy
- Po górach, po chmurach, reż. K. Orzechowski – Teatr Ludowy
- 22/7, reż. A. Sadowski – Teatr Mandala
- Ławeczka, reż. A. Sadowski – Teatr Mandala
- Macbeth, reż. J. Stuhr – Teatr Ludowy
- Księga Raju, reż. K. Deszcz – Teatr Ludowy, Teatr Mandala
- Przygody Tomka Sawyera, reż. J. Szurmiej – Teatr Ludowy
- Gracze, reż. A. Sadowski – Teatr Mandala
- Bestia i piękna, reż. W. Nurkowski – Teatr Ludowy
- A właśnie tak... ballady Roberta Burnsa, reż. T. Zięba – Teatr Ludowy
- Wesołe kumoszki z Windsoru, reż. J. Stuhr – Teatr Ludowy
- Dziady III Cela, reż. Ł. Kos, M. Wrona – Teatr Ludowy
- Koniec wieku, reż. W. Nurkowski – Teatr Ludowy
- Tajemnica Bożego Narodzenia, reż. I. Dowlasz – Teatr Ludowy
- Wesele, reż. A. Sroka – Teatr Ludowy
- Błysk Rekina, reż. J. Fedorowicz – Teatr Ludowy
- Królowa Przedmieścia, reż. M. Grąbka – Teatr Ludowy
- Prywatna klinika, reż. J. Fedorowicz – Teatr Ludowy
- Obudź się. Minessota blues, reż. J. Fedorowicz – Teatr Ludowy
- Przygody Sindbada Żeglarza, reż. K. Rekowski – Teatr Ludowy
- Biznes, reż. J. Fedorowicz – Teatr Ludowy
- Antygona w Nowym Jorku, reż. P. Szalsza – Teatr Ludowy
- Proces, reż. T. Obara – Teatr Ludowy
- Ryszard III, reż. J. Stuhr – Teatr Ludowy
- Pyza na polskich dróżkach, reż. J. Federowicz – Teatr Ludowy
- Pyza za wielką wodą, reż. J. Federowicz – Teatr Ludowy
- Mistrz i Małgorzata w adaptacji Artura Pałygi, reż. Paweł Passini – Teatr Ludowy[1]